# Radu Vasile
Radu Vasile (Sibiu, 10 de outubro de 1942 — Bucareste, 3 de julho de 2013) foi um político, historiador e poeta romeno. Originalmente membro do Partido Nacional dos Agricultores, foi primeiro-ministro da Romênia entre 17 de abril de 1998 e 13 de dezembro de 1999. 

## Atividade política
Ele é membro do Partido Nacional dos Camponeses desde janeiro de 1990. Na linha do partido, Radu Vasile gradualmente avançou: chefe de departamento (Departamento de Estudos), membro suplente do BCCC após o congresso do Partido Nacional dos Camponeses em setembro de 1991, porta-voz desde 1991, senador por Bacău desde 1992, Secretário Geral depois do Congresso desde 1996. Entre 1993 e 1994 foi diretor do jornal "Dreptatea".
Desde 1993 é vice-presidente do Senado da Romênia e vice-presidente da Comissão de Orçamento-Finanças do Senado (comissão de orçamento, finanças, bancos e mercado de capitais). Na legislatura de 1996-2000, Radu Vasile foi membro dos grupos parlamentares de amizade com a Federação Russa e o Estado de Israel. Na legislatura de 2000-2004, Radu Vasile foi membro dos grupos parlamentares de amizade da UNESCO e da República Libanesa. Radu Vasile iniciou 2 propostas legislativas, das quais 1 foi promulgada.
Em termos de política externa, Radu Vasile também teve uma importante atividade, sendo membro fundador do Fórum da Europa Central, ao lado de Raymond Barre (ex-primeiro-ministro da França), Helmut Schmidt (ex-chanceler da Alemanha) e outros.
Ele lecionou sobre a história da Romênia nas "Escolas de Doutorado" da Sorbonne e deu mais de 50 trabalhos científicos em sessões acadêmicas no país e no exterior.
Radu Vasile foi senador nas legislaturas 1992–1996, 1996–2000 e 2000–2004 do Partido Democrata; ele foi membro dos grupos parlamentares de amizade com o Líbano e a UNESCO. Como Primeiro Ministro, foi confrontado com a Mineração de janeiro de 1999, resolvida pela chamada Paz de Cozia. Ele também publicou poesia, sob o pseudônimo de Radu Mischiu.